# Омладинске радне акције
Омладинске радне акције су настале још у току НОБ-а, а нарочито су биле популарне након завршетка Другог светског рата и имале су за циљ да обнове и изграде привреду, инфраструктуру, научне, спортске, културне и забавне објекте у Југославији. У првим послератним Савезним радним акцијама милиони омладинаца градили су ауто-путеве, пруге, фабрике, чак и читаве градове. Највеће Савезне радне акције дешавале су се у периоду од 1946. до 1952. године.
Као дан Омладинских радних акција у СФРЈ се обележавао 1. април, дан када су 1946. године почеле припреме за организовање изградње пруге Брчко-Бановићи.

## Радне акције у НОР-у
Почеци радних акција могу се везати и за период Народноослободилачке борбе. Омладинске радне бригаде, радне чете и бројне групе у свим крајевима Југославије дале су током рата 35 милиона радних дана.
Већ од самог почетка подизања устанка млади су радили на прикупљању војне опреме и муниције, у августу 1941. године у селима око Дрвара омладинске радне чете прикупљале су летину и обављале остале послове за фронт, активно су помагали борце прикупљајући им одећу и обућу. Првом већом организованом радном акцијом сматра се одлазак омладинске радне групе (од око 150 младића и девојака) из тек ослобођеног Ужица, октобра 1941. године, према Вишеграду и Добруну на бербу кукуруза.
Током 1942. године снажно је растао број омладинских радних јединица широм Југославије. Омладинске радне јединице исте године су поправиле прву партизанску пругу Дрвар-Кључ и направиле пут Гламоч-Роре.
Највећом радном акцијом омладине у току НОБ-а сматра се „Жетва у Саничкој долини“ у којој је, током јула и августа 1942. године, учествовало преко 7.000 младића и девојака. Резултати ове акције су били велики: сабрано је 270 вагона пшенице, јечма, зоби и кукуруза, осушена су 3 вагона шљива и јабука, извађено је и утрапљено 17 вагона кромпира, направљено је 4 вагона пекмеза од шљива, сабрано је 5 вагона пасуља, у партизанске болнице је дневно отпремано по 3.000 килограма воћа и поврћа, подељено је око 150 вагона разне хране, жита, воћа и поврћа, а у резерву је стављено 750 вагона разне хране. Као посебан подвиг ове акције сматра се жетва 800 жетелаца, која је обављена 27. августа 1942. године испред самих усташких бункера. Омладина је тада у потпуности испунила завет — „Ни зрно жита окупатору“.
Током 1943. године, године најтежих борби, омладина је на слободним, али и на окупираним, подручјима својим радом активно учествовала у помоћи НОП-у. Следеће, 1944. године, омладина се својим радним резултатима такмичила пред Други конгрес УСАОЈ-а и дала око 5 милиона радних дана, а најбоље резултате у том периоду остварила је омладина Лике.
У данима пред потпуно ослобођење земље, млади су радили на рашчишћавању рушевина, обнови путева, пруга и мостова, а посебно се својим радом истиче на сечи дрва на Црном врху (од половине јануара - до половине марта 1945), где је по дубоком снегу и јакој зими припремано хиљаде кубних метара огревног дрвета за потребе Београда. У сличним условима млади секу дрвеће на Руднику (од половине јануара до половине фебруара 1945) које је ношено за Београд, а нарочито у болнице на Сремском фронту.

## Прве послератне радне акције
У периоду након ослобођења Југославије омладинске радне акције се проширују на изградњу ратом уништене земље и тако у периоду до 1952. године настају велике Савезне акције, где млади раде на градилиштима од општег друштвеног интереса. Својом масовношћу, исказаном несебичношћу и жељом да се изгради земља млади остварују низ вредних резултата, иако су у тим првим радним акцијама након рата владали веома тешки услови рада и живота. Акцијаши су радили са мало механизације и искуства, често без пијаће воде, без довољно одеће и обуће.

### Брчко - Бановићи
Године 1946. млади из свих крајева Југославије окупљају се на изградњи омладинске пруге Брчко-Бановићи (од 1. маја до 7. новембра 1946), а у изградњи 90 km дуге пруге учествује 62.268 омладинаца. Са митинга у Брчком, градитељи су упутили писмо маршалу Титу у коме су дали обећање да ће пругу завршити до 29. новембра 1946. године. Да би изградили пругу млади су ископали 1.360.000 кубних метара земље и пробили три тунела укупне дужине око 600 метара. Пруга се највише градила ручно, јер је било врло мало алата, а о механизацији и да се и не говори. Од провозних средстава највише је било дрвених колица. Најтежи радни испити за младе градитеље били су: пробој тунела кроз Мајевицу, на Кисељаку и Орловику. Прва велика омладинска пруга је била завршена 22 дана пре задатог рока а на првом возу који је кренуо из Бановића према Београду било је исписано: „Ми градимо пругу - пруга гради нас“.
Поред изградње пруге Брчко-Бановићи, током 1946. године омладина је радила и на изградњи Новог Травника, завршавању радова на изградњи рударског насеља у Бановићима, припремним радовима за изградњу ауто-пута Београд-Загреб, изградњи 36 km колосека између Фоче и Копача, и изградњи 40 km дугог Посавског канала који представљао први мелиорациони објект којег су градили млади.

### Шамац - Сарајево
Током 1947. године започиње се с градњом друге велике омладинске пруге између Сарајева и Шамца (од 1. априла до 15. новембра 1947) чија дужина износи 242 km (скоро три пута дужа од претходне), а градило ју је 217.234 омладинаца. Приликом изградње ове пруге требало је изградити 17 мостова (дужина сваког је између 90 и 180 метара), 9 тунела укупне дужине 2.525 метара и обавити земљане радове са преко 5 милиона кубних метара. У пругу је било уграђено 335.000 прагова и колосека чија тежина износи око 22.000 тона, односно за изградњу пруге је требало уградити 68.000 вагона материјала за што је било потребно 3 милиона радних сати.
Омладина је још једном направила велики подвиг завршивши пругу 14 дана пре задатог рока. Поред ових радних резултата млади су на стручним курсевима стицали нова знања, многи су не само научили прва слова, него су прочитали и више књига, многи су постали квалификовани радници спремни да оду у фабрике.

### Добој - Бања Лука
Изградња пруге Добој-Бања Лука је био један од последњих великих радова омладине на пругама у периоду обнове Југославије. Од 1. марта до 20. децембра 1951. године, 90 километара дугу пругу градило је више од 87.000 младих. Задатак је био велик, јер је требало изградити 34 моста и 3 тунела чија је дужина око 3,5 km, а у насипе је требало уградити око 2 милиона кубних метара земље и камена. Посебан подвиг ове пруге је изградња тунела Љескове воде, којег су касније назвали „институт тунелоградње“, јер су врло снажне подземне Воде и често урушавање ометали несметани рад. Слично је било и код изградње тунела Тромеђа. И поред ових незгода први воз је овом пругом прошао 20. децембра 1951. године.

### Изградња фабрика
Поред изградње пруга омладина је учествовала и у изградњи великих индустријских објеката:
- фабика „Иво Лола Рибар“ у Железнику (од априла 1947. до почетка 1948. уз учешће 15.566 омладинаца);
- фабрика хидрауличних лежајева и парних котлова у Житњаку, код Загреба;
- фабрика за прехрамбену и хемијску индустрију „Јединство“ у Житњаку, код Загреба;
- фабрика за производњу темпера и сивог лива „Титарф“ у Камнику;
- фабрика магнезијских опека (данашњи „Магнохром“) у Краљеву;
- хемијски комбинат у Витковићима, код Горажда (од 1950. до 1951);
- фабрика „Маглић“ и „Сутјеска“ у Фочи (1950);
- фабрика текстила „Рашка“ у Новом Пазару (од 1951. до 1953);
- фабрика каблова „Моша Пијаде“ у Светозареву (1952);
- фабрике у Аранђеловцу и Младеновцу;
- фабрика „Крушик“ у Ваљеву;
- железара у Зеници (од 1948. до 1953);
- ваљаоница бакра у Севојну, код Ужица (од 1950. до 1952);
- железара у Никшићу (1951).

### Хидроцентрале
Као и на изградњи неколико хидроцентрала:
- у Јабланици (од 1947. до 1954);
- систему хидроцентрала у Маврову (од 1948. до 1952. уз учешће 37.000 омладинаца);
- хидроцентрали у Зворнику (од 1950. до 1955);
- систему хидроцентрала на Власини (од 1950. до 1955);
- хидроцентрали у Винодолу (од 1950. до 1954)

### Нови Београд
У овоме периоду млади раде и на изградњи Новог Београда.
- Прва фаза ове акције траје од 1948. до 1951. године, а у радовима учествује 140.000 омладинаца и омладинки, да би
- друга фаза била у периоду 1968. до 1969. године.

У периоду од 1948. до 1951. године траје изградња Нове Горице, а радови се одвијају и на изградњи студентских градова у Загребу, Сарајеву, Љубљани итд.

## Период малих радних акција
Након великих радних акција долази период који се назива „време малих акција“ или акција које су имале локални значај. Тај застој у организовању великих, савезних радних акција не значи да су радне акције замрле, јер је омладина кроз тај период ипак одржавала своју активност радећи у својој локалној средини. У овом периоду, између 1953. и 1958. године рачуна се да је било око 20.000 локалних омладинских градилишта. Радови су се посебно одвијали на изградњи објеката за развој некога града или краја. Главна тачка која је чинила прекретницу једном таквом стању био је позив Јосипа Броза Тита да се настави са изградњом ауто-пута, изречен на Шестом конгресу Народне омладине Југославије 27. јануара 1958. године.

## Изградња ауто-пута „Братство-Јединство“
Омладина је одушевљено прихватила позив Јосипа Броза Тита и наставком радова на изградњи ауто-пута започиње нова фаза радних акција у Југославији. Иначе, изградња ауто-пута „Братство и Јединство“ одвијала се у две фазе.
Прва фаза у изградњи ауто-пута је ишла паралелно с изградњом великих омладинских пруга, а циљ јој је био да повеже путем Београд и Загреб. Први радови на траси започели су још 1946. године и све до 1948. године вршиле су се припреме за акцију која ће трајати наредне три године. Званични почетак изградње деонице ауто-пута између Загреба и Београда је био 1. април 1948. године, а радови су трајали до 15. јула 1950. године. У том периоду омладина је изградила 9 метара широк коловоз у дужини од око 400 km и тако повезала та два града.
Након 8 година започео је наставак изградње тог великог пута. Омладини је поверено да у неколико етапа потпуно изгради ауто-пут „Братство и Јединство“. За непуних шест месеци, до 23. новембра 1958. године, 53.323 бригадира је изградило 80 km модерног ауто-пута и тако повезало Загреб и Љубљану. У пролеће 1959. године започиње изградња две деонице ауто-пута: између Ниша и Параћина и између Демир-капије и Неготина у укупној дужини од 110 km, а те године ту деоницу је градило 51.000 бригадира. Следеће, 1960. године граде се деонице Ниш-Грделица и Удово-Ђевђелија. Пут у дужини од 113 km те године је градило 48.557 омладинаца.
Деоницу ауто-пута Грделица-Скопље 1961. године у укупној дужини од 138 km гради 46.699 омладинаца. Године 1962. започињу последњи радови на ауто-путу да би следеће 1963. године млади завршили последњу деоницу ауто-пута између Осипаонице и Београда. Тако је 251.737 бригадира за шест година повезало Љубљану с Ђевђелијом.
На великом митингу у Београду, ауто-пут је пустио у рад Александар Ранковић

## Радне акције током 1960-их и 1970-их
Након покретања велике акције на изградњи ауто-пута долази до поновног оживљавања савезних радних акција. Међу бројним акцијама које се у том периоду покрећу посебно се истиче ОРА „Сава“, која је покренута 1960. године и која је окупила велики број младих на изградњи насипа и уређењу Загреба и околине. Током 1963. година омладина је радила на обнови Скопља, порушеног у земљотресу, августа исте године, а током 1964. године на изградњи Јадранске магистрале. Али број савезних радних акција остаје тек на њих неколико, тако да 1968. године егзистира неколико већих радних акција: ОРА „Нови Београд '68“; ОРА „Сава '68“; ОРА „Зелени појас Ђердапа“; ОРА „Мотовун '68“ и неколико мањих. То је био период када поново опада број бригада и бригадира.
Радне акције из 1969. и 1970. године биле су зачетак реафирмације добровољног рада омладине. Тако су 1970. године организоване следеће акције: у Бањој Луци на отклањању последица од земљотреса, Сава, Нови Београд, Ђердап, а с радом почињу акције у Нишу и на Тјентишту - ОРА „Сутјеска“. Следеће године се покрећу уз ове и две нове акције: на регулацији Мораве и изградњи пруге Београд-Бар. У том периоду све већа пажња се поклања друштвеним активностима, а 1972. године потписан је Друштвени договор о извођењу радова на објектима од ширег друштвеног значаја. У 1973. години, уз већ постојеће, израстају нове радне акције: Кумровец, Козјанско, Копаоник и Јасеновац. Следеће 1974. године ОРА „Сава“ слави своју 15-годишњицу постојања и организованог окупљања младих, а од већих акција те године биле су ОРА „Сутјеска“; ОРА „Ниш“; ОРА „Морава“; ОРА „Београд-Бар“; ОРА „Козара“; ОРА „Шабац“ итд. У 1975. години организује се 15 савезних омладинских радних акција са око 15.500 бригадира.
На основу врло масовног учешћа младих на локалним омладинским радним акцијама израста све већи интерес омладине за учешће на акцијама савезног значаја. Тако се у току 1979. године организовало 32 омладинске радне акције савезног значаја, са укупно 46.663 бригадира, а уз њих и 13 акција републичког и 3 акције покрајинског значаја. У 1980. години организоване су 34 савезне омладинске радне акције са око 43.000 бригадира, а истовремено су организоване 23 акције републичког и покрајинског значаја. Следеће године (1981) организовано је 36 савезних омладинских радних акција и 60 омладинских радних акција на републичком и покрајинском нивоу. У оквиру тих акција учествовало је око 60.000 бригадира.

## Активности и живот на радним акцијама
Омладинци су на акцијама устајали рано и први део дана су радили физичке послове на терену. Након завршетка рада враћали су се у насеље где су се бавили спортским, културним и идејно-политичким активностима. Омладинци су могли да похађају кино, фото и радио курсеве, да добију диплому о положеном испиту за спортског судију, те да уче вожњу и то мопед, аутомобил или трактор. Касније су додати курсеви козметике, икебане, саобраћајне културе, као и електроварилачки и дактилографски курс. Ове активности су биле организоване у оквиру „техничког образовања“ омладинаца које су спроводиле институције републике у којој се одржавала акција.

## Галерија
- Радна акција на Букову код Неготина шездесетих година 20. века
- Радна акција на изградњи мелиорационог канала у Неготину, 1957.
- Спремање ручка за акцијаше, Неготин 1957.